# 黃登賢
黃登賢（1709年—1776年），字筠盟，號雲門、忍廬，直隸順天府大興縣人，清朝政治人物。

## 生平
雍正二年（1724年）甲辰科順天鄉試舉人，乾隆元年（1736年）丙辰科二甲第五十一名進士。授戶部江南司主事，升戶部員外郎、戶部陝西司郎中，十一年（1746年）任廣西道監察御史，十九年（1754年）任刑科掌印給事中，二十四年（1759年）任太常寺少卿，二十五年（1760年）升太常寺卿，三十二年（1767年）任宗人府府丞，三十三年（1768年）任都察院左副都御史，三十四年（1769年）任戶部侍郎、總督倉場，同年任漕運總督，三十六年（1771年）任都察院左副都御史，三十七年（1772年）任武會試副考官，三十九年（1774年）任河南學政，同年改山東學政，四十一年（1776年）卒於官。

## 家族
祖父黃華蕃；父黃叔琳；叔父黃叔璥。弟黃登穀。子黃端紱、黃景緯、黃嘉績、黃符綵、黃修純。